# Airwalkers
Airwalkers ist ein Jazzalbum des Posaunisten Roswell Rudd und des Bassisten Mark Dresser, das am 4. August 2004 in Saugerties, Ulster County, aufgenommen wurde und im Oktober 2006 bei Clean Feed Records erschien.

## Hintergrund
Bassist Mark Dresser hatte bereits drei Jahre zuvor ein Duoalbum in der Besetzung Posaune/Bass aufgenommen, Nine Songs Together (CIMP) mit Ray Anderson. Die Musik des Albums Airwalkers enthält sowohl spontane Improvisationen als auch strukturiertere Themen, auf der Basis von Tanzformen, Walzer, Rags oder Balladen. Im ersten Titel „Calypso Lite“ arbeitet Dresser auf seinem Bass mit Maultrommel-artigen Effekten; im Titelsong „Airwalker“, auf dem Album in zwei Fassungen enthalten, spielt Rudd mit Dämpfer mit Anleihen beim Tailgate-Stil. „Roz MD“ enthält harsche Blech-Vokalisen und Dressers Pizzicato-Spiel, „Duality“ Rudds metallisch klingende Vibrationen neben dem umherwandernden Tasten Dressers auf dem Bass. Ähnlich ist das kurze „Burst“, „durchtränkt von tonalen Implosionen“. Rudd lehnt sich bei Thelonious Monk an in einer Ausarbeitung des Standards „Don’t Blame Me“ von Jimmy McHugh und Dorothy Fields, während „Lovers Waltz“ das Duo in einem eher untypischen, sentimentalen Rahmen zeigt, in dem Dresser den Bogen verwendet.

## Titelliste
- Roswell Rudd & Mark Dresser: Airwalkers (Clean Feed CF066CD[3])
  1. Calypso Lite – 5:49
  2. Airwalker [Take Two] – 9:46
  3. Pregnant Pause – 3:42
  4. Roz MD – 0:23
  5. Duality – 4:55
  6. Burst – 1:36
  7. Don’t Blame Me (Jimmy McHugh/Dorothy Fields) – 7:24
  8. Lovers Waltz – 3:25
  9. Airwalker [Take One] – 11:58
- Alle anderen Kompositionen stammen von Roswell Rudd und Mark Dresser.

## Rezeption

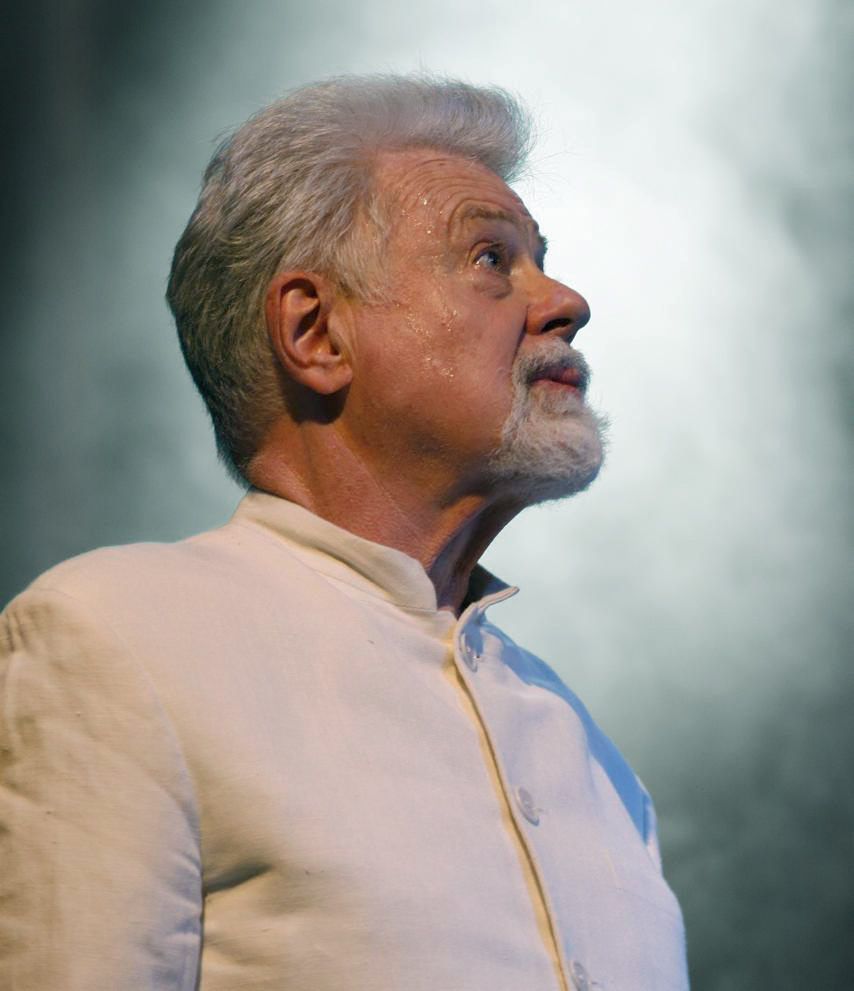
Roswell Rudd

Das Album erfuhr nach seiner Veröffentlichung durchweg positive Rezensionen; Derek Taylor meinte in Bagatellen, auch wenn die Resultate die Geduld mancher Hörer fordern würden, dass das Können der beiden Musiker in der Fülle dieser mannigfaltigen Improvisationen kaum zu leugnen sei. Tom Sekowski (2010) hob in seiner Besprechung für das polnische Magazin Gaz-eta hervor, dass die beiden Musiker – befreit von einer Rhythmusgruppe – ihre eigenen Rollen finden mussten; Rudds Spiel lasse aber keinen Perkussionisten in der Band vermissen. Voll mit Walzern ähnlichen Nummern, gänzlich schwingendem Material und sanften Balladen, ist es ein Understatement zu sagen, dass diese Platte wirklich toll ist.
Troy Collins hob in seiner Besprechung für All About Jazz (2006) darauf ab, dass Airwalkers Roswell Rudd und Mark Dresser nicht nur zwei der großartigsten Improvisatoren der zeitgenössischen Jazzszene für eine informelle Session zusammenbringe, sondern auch mit Posaune und Kontrabass eher untypische Duo-Partner, die hier jedoch ein sympathisches und experimentierfreudiges Paar bildeten. Zusammen würden die beiden Musiker „ein Programm von gedämpften, aber ansteckenden Stücken“ zur Schau stellen, das über das simple Setting hinwegtäuscht. „Dresser zupft, streicht, knallt und schlägt seinen Bass mächtig, während Rudd fröhlich lange singende Töne und Splitter rauer Texturen hinzusetzt. Ob gedämpft oder offen, sein Horn vermittelt einen prächtigen, unprätentiösen Klang, manchmal rauh und brummend, ein anderes Mal lieblich-wohlklingend oder melancholisch. Dressers Kontrabass wechselt zwischen kraftvoller Resonanz, gedämpften harmonischen Splittern und spektralen Arco-Orgelpunkten.“
Dabei engagiere sich das Duo „in unbeschwerten Dialogen im erhebenden ‚Calypso Light‘, expressiven Blues-Meditationen in den beiden Versionen des Titelstücks und nostalgischen Erinnerungen in der innigen Darbietung von ‚Don’t Blame Me‘. Im turbulenten ‚Duality‘ und dem lärmenden ‚Burst‘ schüren sie das Avantgarde-Feuer, ebenso machen sie in ‚Roz MD‘ eine ausgedehnte Erforschung von Raum und Strukturen.“ Der Autor resümiert, dass dieses „eklektische Programm einen eindrucksvollen schnappschuss zweier meisterhafter Improvisatoren“ biete, „die fantastische Kombination von Dressers Avantgarde-Klassizismus und Rudds erdgebundenen Expressionismus bilden ein atypisches, aber passendes Paar.“
Ken Dryden verlieh dem Album im Allmusic vier (von fünf) Sternen und hob hervor, wie selten bislang Posaunen-Bass-Duos im Jazz waren. Roswell Rudd und Mark Dresser seien zwei Veteranen, die die Herausforderung annahmen, die Dinge interessant zu gestalten; dabei spielten sie mit einem Feeling, dass wohl jedem Stück nur kurze Diskussionen vorausgegangen sind, und sie nur sehr einfache Skalen als Ausgangspunkt wählten. „Dieses wunderbare Treffen zweier Virtuosen wird jeden Jazzfan mit offenen Ohren zufriedenstellen.“
Francis Davis meinte 2007 in der Village Voice, dass für jene, die (nach den vorangegangenen World-Jazz-Projekten des Posaunisten) unverhüllt Roswell Rudd hören wollen, Airwalkers (und ebenso Early and Late, mit Steve Lacy) richtig sei. Die frei improvisierten Duette in Airwalkers seien „elementar, aber nicht strikt. […] Rudds Ton ist so bierselig wie bei keinem Posaunisten seit Jack Teagarden, und dies funktioniert auch gut in ‚Don’t Blame Me‘, dem einzigen Standard des Albums und ein genuiner Herzensbrecher.“